# Claire Cox
Claire Cox (Peterborough, 19 dicembre 1975) è un'attrice inglese.

## Biografia
Dopo gli studi alla Central School of Speech and Drama, Cox ha fatto il suo debutto sulle scene nel 1995, in un revival del musical A Little Night Music in scena al National Theatre con Judi Dench. Successivamente si è unita alla Royal Shakespeare Company, con cui ha recitato regolarmente dalla fine degli anni novanta, ricoprendo una vasta gamma di ruoli che comprendono Beatrice ne Il servitore di due padroni e Porzia nel Giulio Cesare shakespeariano. Ha recitato anche nel West End londinese e in numerosi teatri regionali nel Regno Unito, ancora una volta interpretetando ruoli dal repertorio classico (Il diavolo bianco, Enrico V, Macbeth) e moderno (Il cadetto Winslow ).
È sposata con Tom Vaughan-Lawlor.

## Filmografia

### Cinema
- The Leading Man, regia di John Duigan (1996)
- Luther - Genio, ribelle, liberatore (Luther), regia di Eric Till (2003)

### Televisione
- The Inspector Lynley Mysteries – serie TV, episodio 2x03 (2003)
- Holby City – serie TV, 2 episodi (2003-2006)
- Jack Frost – serie TV, 2 episodi (2004-2006)
- Metropolitan Police – serie TV, 2 episodi (2006)
- Spooks – serie TV, 5 episodi (2007)
- Doctors – serie TV, 5 episodi (2008-2012)
- Wallander – serie TV, episodio 2x03 (2010)
- Casualty – serie TV, episodio 24x26 (2010)
- Poirot – serie TV, episodio 13x01 (2013)
- Jamestown – serie TV, 24 episodi (2017-2019)
- Agatha Raisin – serie TV, episodio 3x01 (2019)
- Harry Palmer - Il caso Ipcress (The Ipcress File) – miniserie TV, 6 episodi (2022)

## Doppiatrici italiane
Nelle versioni in italiano dei suoi film, Claire Cox è stata doppiata da:
- Laura Romano in Spooks
- Carmen Iovine in Harry Palmer - Il caso Ipcress